# Babensham
Babensham là một đô thị ở huyện Rosenheim bang Bayern thuộc nước Đức.